# Andrzej Leszczyński (wojewoda dorpacki)
Andrzej Leszczyński (ur. 1606, zm. 1651) – syn Rafała Leszczyńskiego, wojewody bełskiego; mówca, poeta, wojewoda derpski od 3 marca 1641, starosta dubieński.

## Życiorys
Pochodził z możnej rodziny wielkopolskiej, posiadającej majątki w całym kraju. Wraz z bratem Rafałem, kształcił się w Elblągu (1620-1630) i Toruniu (ok. 1624). Wykształcony także za granicą: we Frankfurcie nad Odrą, Bazylei (ok. 1628), Strasbourgu, Genewie i Orleanie. W roku 1635 był także w Paryżu, gdzie nawiązał stosunki z Hugonem Grotiusem. Wykwalifikowany dyplomata, poeta, przyjaciel francuskiego dyplomaty Claude’a d’Avauxa. Po zakończeniu edukacji w 1636 roku wrócił do kraju. Jako dysydent roztaczał opiekę nad zborami w swoich posiadłościach, uczestniczył w synodach. Po śmierci ojca i starszego brata odziedziczył Baranów Sandomierski i posiadłości ziemskie w województwie sandomierskim oraz Stary Czartorysk i Nowy Czartorysk w województwie wołyńskim, a także starostwa dubieńskie.
Był członkiem konfederacji generalnej zawiązanej 31 lipca 1648 roku. Był elektorem Jana II Kazimierza w 1648 roku z województwa dorpackiego
Pozostając ewangelikiem reformowany był tolerancyjny wobec wszelkich mniejszości religijnych: jego druga żona była arianką, w roku 1639 wzniósł w Czartorysku drewniany kościół dominikanów dla swojej pierwszej żony. Był głównym protektorem zborów w Baranowie Sandomierskim, Romanowie i Beresteczku. W 1641 został wojewodą derpskim, ale nigdy nie był zbyt zaangażowany w politykę. 
Trzykrotnie zawierał związki małżeńskie: z Anną Korecką (1636-1643), Katarzyną Niemiryczówną wdową po Krzysztofie Sieniucie (1644) i Krystyną Strusiówną. Pozostawił tylko jednego syna, nad którym opiekę pozostawił braciom Bogusławowi i Władysławowi. Bogusław Leszczyński wziął bratanka na wychowanie, skłonił do zmiany wyznania i zamknął zbory w posiadłościach zmarłego brata.

## Twórczość

### Ważniejsze utwory
- Oratio gemina: prior, praestare nulla in religione aliqua esse loca munita; posterior multa ea esse, utilius Regno et reipublicae asserens..., Toruń (1624), drukarnia F. Scheulboltz, (mowy braci A. i Rafała, wygłoszone w gimnazjum toruńskim we wrześniu 1624)
- Ad fusiorem arcanorum tam aristocraticorum quam democraticorum indagationem manuductio. Quam publici exerciti gratia... in... Rauracorum Universitatis Brabeuterio... suscipit defendendam, Bazylea 1628, drukarnia J.J. Genathius
- Wiersze, wyd. A. Brückner w: J. T. Trembecki Wirydarz poetycki, t. 1, Lwów 1910, s. 60; t. 2, Lwów 1911, dod. s. 364, (wiersze: Do Ossolińskiego, Do Gorajskiego, Na ogród Klimuntowski i in.; wiersz Na podkanclerzankę, mylnie zamieszczony także wśród utworów Andrzeja Morsztyna, w wyd. Warszawa 1883)
- Wiersze drobne, niewydany rękopis Biblioteki Jagiellońskiej nr 116; Biblioteka Czartoryskich (tu m.in. Lament, napisany po śmierci żony w 1643)

### Utwór o autorstwie niepewnym
- Wiersze drobne, rękopis Biblioteki Czartoryskich nr 1888 (autorstwo przypisał A. Brückner)